# Manganoeudialita
La manganoeudialita és un mineral de la classe dels silicats que pertany al grup de l'eudialita. Rep el nom per la seva relació amb l'eudialita.

## Característiques
La manganoeudialita és un silicat de fórmula química Na₁₄Ca₆Mn₃Zr₃[Si₂₆O₇₂(OH)₂](H₂O,Cl,O,OH)₆. Cristal·litza en el sistema trigonal. Va ser aprovada com a espècie vàlida per l'Associació Mineralògica Internacional l'any 2009. La seva duresa a l'escala de Mohs es troba entre 5 i 6.
Segons la classificació de Nickel-Strunz, la manganoeudialita pertany a «09.CO: Ciclosilicats amb enllaços de 9 [Si9O27]18-» juntament amb els següents minerals: al·luaivita, eudialita, ferrokentbrooksita, kentbrooksita, khomyakovita, manganokhomyakovita, oneil·lita, raslakita, feklichevita, carbokentbrooksita, zirsilita-(Ce), ikranita, taseqita, rastsvetaevita, golyshevita, labirintita, johnsenita-(Ce), mogovidita, georgbarsanovita, aqualita, dualita, andrianovita i voronkovita.

## Formació i jaciments
Va ser descoberta a l'aflorament de Pedra Balão, a la localitat de Poços de Caldas (Minas Gerais, Brasil). També ha estat descrita a la propera pedrera Bortolan, així com en altres indrets del Canadà, Portugal, Espanya i Rússia.